# Dronning Bustamente
Dronning Bustamente er en dansk eksperimentalfilm fra 1991 instrueret af Malene Kirkegaard Nielsen.

## Handling
Videoen søger at vise nogle billeder af et menneskes indre eksil og erkendelsen af de ubevidste årsager til dette eksil.